# Bartolomeo Eustahije
Bartolomeo Eustahije (ital. Bartholomaeus Eustachius, engl. Bartolomeo Eustachius; između 1500 i 1514 (najverovatnije), 1520, pa čak i 1524 (malo verovatno) — 27. avgust 1574) italijanski je naučnik i istraživač koji je obeležio 16. vek ne samo italijanske već i svetske medicine istraživanjima u oblasti anatomije čoveka. „Svakom lekaru na planeti poznat je po eponimu Eustahijeva tuba (lat. tuba auditiva Eustachii) koja je inspirisala Šekspira da taj detalj unese u tragediju „Hamlet“ u kojoj Hamletov otac umire nakon sipanja otrova u uvo“.

## Eponimi
U medicini su trajno ostala zabeležena dva Eustahijeva značajna anatomska otkrića, koja su po njemu dobila naziv (eponim), kao i tri eponima koja se primenjuju njemu u čast:
- Eustahijeva tuba (lat. tuba aiditiva - tuba Eustachii), cev koja spaja ždrelo sa srednjim uvom;[3]
- Eustahijeva valvula (zalistak) (lat. valvula venae cavae inferioris seu valvula Eustachii), stari izraz za zalistak donje šuplje vene;
- Eustahijev kateter, kateter koji je osmislio francuski fr. Jean Marie Gaspard Itard 1774—1838;
- Eustahijev jastuk;, otok na ulazu u nosno-ždrelni ulaz ušne cevi (Eustahijeve tube);
- eustahianografija;, radiološka metoda snimanja Eustahijeve tube i srednjeg uva nakon uvođenja u tubu kontrastnog sredstva.

## Životni put
Bartolomeo Eustahije je rođen je (između 1500 i 1524) u San Severinu, gradiću srednje jadranskog italijanskog priobalja u oblasti Marše, blizu Ankone. Kako se relativno malo zna o životu ovoga velikog anatoma, nedovoljno je poznat datumu njegovog rođenja. Čerčilov medicinski rečnik, navodi 1524, italijansko izdanje „Istorije medicine“ 1510, a Kostić 1520. Skribnersa smešta godinu rođenja u period između 1500. i 1510. Nakon kasnije utvrđenih i zabeleženih značajnih činjenice i godina u Eustahijevom životu, izgleda da hronološki najviše odgovara kao godina rođenja 1510. Gledano sa stanovišta medicinske nauke, on je stvarao između 1520 i 1574, odnosno između Leonarda da Vinčija i Pijera Fošara, dva velikana u 16. veku.
Bartolomeo je bio sin Marijana Eustahija, slavnog lekara iz plemićke porodiace, i Frančescke (Benvenuti) Eustahi. Marijano je želo da njegov sin ima što potpunije humanističko obrazovanje, pa je Bartolomeo tokom školovanja savlado i odlično poznavao grčki, hebrejski, arapski jezik, tako da je bio u stanju da uredi izdanje Hipokratova rečnik Erotiona (1566) i sačini vlastiti prevod Avicenina (Ibn Sinova) dela sa arapskog.
Najverovatnije po ugledu na oca, lekara Mariana Eustahija, upisao je i završio studije medicine u Rimu (Archiginnassio della Sapienza – filozofski institut u Rimu) ali se ne zna tačno kada. Nakon završetka studija, vratio se u rodno mesto gde je živeo i radio kao lični lekar lokalnog vojvode od Urbina u periodu od 1540 do 1549. Vojvoda je zapazio Bartolomeov talenat i preporučio ga je svome bratu, kardinalu Đuliju od Rovere, za ličnog lekara. Po dolasku u Rim, kardinal Đulije je posredovao pri postavljenju Bartolomea za profesora na Rimskom univerzitetu na Katedri za anatomiju. Položaj profesora omogućio mu je da se bavi istraživačkim radom, naročito u oblasti seciranja tkiva i organa na kadaverima u bolnici „Svetog duha i utehe“ (Santo Spirito et Consolazione). U to doba on je sarađivao sa istaknutim istraživačima iz oblasti medicine toga doba, Falopijem i Andreasom Vezalijusom.
U starosti Eustahije je teško oboleo od gihta, tako da je bio primoran da podnese ostavku na funkciju profesora. Nastavio je, međutim, da služi kardinala Rovera, i na njegov sa kardinalom odlazi u Fosombrone, i umre na putu. Sva tri gorenavedena izvora se slažu da je Bartolomea umro 27. avgust 1574 u Fosombroneu, jer njegova smrt nije mogla ostati nezapažena u sredini u kojoj je živeo i radio, pa i šire u Evropi.

## Delo
Bartolomeo Eustahije je živeo i stvarao u doba pozne renesanse i ranog baroka, u vreme procvata sveopšte kulture, nauke, medicine, umetnosti, na tlu današnje Italije. Pored naučnog rada Bartolomeo se bavio i lekarskim pozivom, najčešće hirurgijom, a zanimao se i za istraživanja u oblasti anatomije i histologije. Bartolomeo je bio savremenik Vesaliusa, sa kojim je učestvaovao u stvaranju naučne (medicinse oblasti) - ljudske anatomije. On je poznat i kao kritičar Galena čija je seznanja o unutrašnjem uvu izmenio otkrivanjem i opisivanjem njegovih unutrašnjih struktura, uključujući tu i cev koja danas nosi njegovo ime (Eustahijeva tuba). Bartolomeo je bio prvi koji je opisao unutrašnje i prednje mišiće čekića i uzengije, i komplikovanu strukturu ušnog puža. Bartolomeo je takođe otkrio i opisao nadbubrežne žlijezdu (1563). 
Više decenija pre otkrivanja mikroskopa (oko 1595), Eustahije je uspeo, najverovatnije samo vizuelnim posmatranjem ili uz primenu uveličavajućeg stakla (naočara ili lupe što nije dokazano), da uoči i detaljno opiše važne anatomske detalje i morfološke oblike zuba i vilica. To je učinio u svom najznačajnijem delu iz oblasti zubne anatomije, tzv. „Histološkoj knjizi o zubima“ (lat. Libellus de dentibus) „Knjiga o zubima“ detaljno obrađuje oblike inervacije i vaskularizacije gornje i donje vilice i svih morfoloških grupa zuba, što je Eustahije dokumentovao na detaljnim crtežima – anatomskim pločama. Koliko je ova knjiga bila savremena, kvalitetna i tražena u medicinskim krugovima, govore i podaci o njenim višestrukim izdanjima (1744 i 1790 godine).
Sitne detalje ispitivanog tkiva i organa, koje nije mogao, golim okom, jasno da prepozna i nacrta, Bartolomeo je prethodno podvrgavao histološkim tehnikama: maceraciji (potapanju u različite rastvore), dehidrataciji – (sušenju i bojenju). Postoje podaci da je on nedovoljno jasno tkivo, prethodno histološki pripremljeno, podvrgavao procesu ubrizgavanja kontrastnih boja u različitim nijansama prema njihovom afinitetu za pojedina tkiva.
Njegovo najveće delo, je njegov anatomski atlas (Anatomical Engravings), koji je on dovršio 1552, devet godina nakon objavljivanja Vesaliusovog, jer se autor bojao osude od strane Katoličke crkve. Zato što je zbog „smelih zahvata“ koje je primenjivao pri disekcijama postojala opasnost da bude isključen iz katoličke crkve, iako je sve vreme bio u dobrim odnosima sa njom.
Prvi put je njegova anatomija objavljena 1714 od strane (Giovanni Maria Lancisi), a drugi put ponovo štampana 1744 od strane Kajetana Petriolija Cajetan Petrioli  i 1744 od strane Bernhard Siegfried Albinus, a zatim u Bonu 1790. Prvih sedam ploča (gravura) njegove anatomije ilustruju razvoj bubrega i neke činjenice koje se odnose na strukturu uva. Osma predstavlja srce. U sedam sledećih ploča sledi prikaz (iz različitih pravaca) grudnih i trbušnih organa. Sedamnaesta ploča prikazuje mozak i kičmenu moždinu a osamnaesta mesta nastanka i dalje pružanje i grananje živaca. Četrnaest ploča je posvećeno mišićima. Gravure prikazuju sa kolikom je pažnjom i marljivošću Bartolomeo secirao ljudska tela. Činjenica da je njegova knjiga je postala bestseler više stotina godina nakon njegove smrti.

## Napomene
1. ↑  Postoji teorija da je Eustahijevo otkriće, veze između srednjeg uva i ždrela, kasnije inspiririsalo Šekspira da u svom Hamletu opiše trovanje Hamletovog oca sipanjem otrova u uvo. Druga teorija objašnjava da je Šekspira inspirisalo ubistvo preko uva za koje se sigurno zna da se dogodilo u 16. veku u Italiji i koje se prema tadašnjim saznanjima zasnivalo na mogućnosti direktne apsorpcije nekih otrova iz uva.
2. ↑  Pojam Eustahijeva tuba (ušna cev) prvi je primenio italijanski anatom Antonio Maria Valsalva (1666-1723), profesor anatomije u Bolonji. Ušnu cev je prvi opisao Alkmaeon iz Krotona, oko 500. p. n. e.[2]

## Spoljašnje veze
- Bartholomeo Eustachi: Tabulae anatomicae (Rome, 1783). Selected pages scanned from the original work. Historical Anatomies on the Web. US National Library of Medicine.
- Herbermann, Charles, ур. (1913). „Bartolomeo Eustachius”. Catholic Encyclopedia. New York: Robert Appleton Company.
- Selected images from Tabulae anatomicae From The College of Physicians of Philadelphia Digital Library